# フォーチュンオーブ第3章 宝珠王国
フォーチュンオーブ第3章 宝珠王国（フォーチュンオーブだいさんしょう オーブキングダム）は2006年に稼働を開始したコナミのメダルゲームである。フォーチュンオーブ第2章 伝説の宝珠の続編であり、フォーチュンオーブシリーズ第3弾。10ステーション・最大20人同時プレーが可能なプッシャーゲーム。

## 遊び方
基本的な遊び方は前作、前々作と変わらない。「オーブ」（ピンクのボール）を落とすと様々なフィーチャーが獲得できるのも同じ。
今作は新たにダイレクトモードを搭載した他、ジャックポットステップでもオーブが得られるなど、過去2作品と比べてオーブが払い出されやすい傾向にある。
左右に動くチャッカーにメダルが入ると、ステーションの画面のスロットが回転する（前作・前々作の2倍にあたる最大18回転まで保留可能）。同じ柄が3つ揃うと当たり。
メダルはステーション画面手前のジャックポットテーブルの上に払い出され、溢れたメダルはプッシャーテーブルに落ちてくる。
111　222　444　666　888　999
通常当たり。メダル払い出し（確変は終了し、通常の1ラインスロットに戻る）。ジャックポットステップが1つ進む（通常ルート）。
333　555
確変当たり。メダルが払い出され、確変に突入する。ジャックポットステップが1つ進む（確変ルート）。再抽選時に出るオーラが緑<赤<青の順に確変やDDD、777になる期待度が高くなる。
1ORB・2ORBが3つ揃う
オーブ当たり。フィールドにオーブ（ピンクのボール）が1個および2個払い出される。
DDD（ダイレクトチャンス）
ダイレクトチャンス。オーブが直接チャンスポケットチャレンジに投入される（オーブ1つ分）。
777
777ポケットチャレンジに突入（後述）。
確変中は画面の枠が赤色に変化し、スロットが2ラインに変化する。2ライン同時に同じ柄が揃うと、メダル・オーブの払い出しが通常の2倍となる。777ポケットチャレンジは2回に分けて抽選される。ただし、ジャックポットステップは2ラインで揃っても1つしか進まない。過去2作とは異なり、2ORB揃いや777揃いで確変に突入しなくなった。

### ジャックポットステップ
画面右側にはジャックポットステップが表示されており、数字絵柄が当選するとステップが1つ進む（通常当たりの場合は左側の通常ルート、確変当たりの場合は右側の確変ルート）。
その際、到達したステップに表示されているアイテムによって、様々なフィーチャーを獲得する事ができる。
オーブ
オーブがフィールドに1つ払い出される。スロットの「1ORB」当選と同じ。2、4、6ステップ目の確変ルート及び、PERFECT ROOTの2〜7ステップ目の全てのルートに配置。
星のかけら
集める事でジャックポット時に1個につき10枚獲する。6つ全て集めた状態でジャックポットを達成すると、「PERFECT ROOT 出現」と表示され、次のジャックポットステップのアイテムが通常・確変共に全てオーブとなる（つまり、数字図柄で当選する度にオーブの払い出しがある）。余談だが、道を意味する「ルート」は "ROUTE" であり、 "ROOT" の表記は誤り（根、根源の意味）。2、4、6ステップ目の通常ルートと3、5、7ステップ目の確変ルートに配置（PERFECT ROOTでは全く配置されない）。

### ジャックポット
ジャックポットステップが「7」に到達した状態で数字絵柄が当選するとJACKPOTとなる（前作及び前々作と違い、「7」に達した時点でジャックポットではないが、1ステップは有効な状態から開始するため、当選必要回数は変わらない）。
ジャックポットを達成した時のフィーチャーは次の通りである。
1. メダルが乗せられているジャックポットテーブルが傾き、プールされたメダルが放出される。
2. さらに大量のメダルが払い出される。
3. ボーナスとしてオーブが1つ払い出される。
4. 「ジャックポットステップで集めた『星のかけら』の数×10枚」のメダルが払い出される。
5. 星のかけらを6つ全て集めた場合は次のジャックポットステップはPERFECT ROOTとなる。

本作のジャックポット演出は、7ステップ目のルートのみで決まる。7ステップ目のルートが通常ルートなら「通常JP」、確変ルートなら「オーブ君JP」。

## チャンスポケットチャレンジ
フィールドに払い出されたオーブを手前に落とすか、通常モードのスロットで「D」を揃えると「チャンスポケットチャレンジ」（ダイレクトポケットチャレンジ）となる。
落としたオーブがフィールド横のスパイラルを登り、ステーション前方で回転するチャンスポケットに投入される。
チャンスポケットには「YELLOW」「RED」「PURPLE」「BLUE」「GREEN」の各色のポケットと「SJP CHANCE」のポケット、合わせて6つのポケットがある。
各色のポケットに入ると、右上に表示されている「チャンスポケットステップ」の対応する各色のステップが1つ進み、それに対応するフィーチャーを獲得できる（最大3ステップまで）。
- 1STEP - メダル50枚払い出し。
- 2STEP - メダル25枚払い出し。
- 3STEP - ダイレクトモードに突入（後述）。その後、その色のチャンスポケットステップは0に戻る。

「SJP CHANCE」のポケットに入るとスーパージャックポットチャンスに進む（確率1/6）。

## ダイレクトモード
今作より導入されたモード。回転するスロットの図柄が「D（ダイレクトチャンス）」「1ORB」「2ORB」の3つに変化し、「D」図柄が超高確率で当選する。（このモード中は右上に「ただいま 『DDD』超高確率！」と表示される）。
基本的には前述のチャンスポケットステップを貯めることでこのモードに突入することができるが、極稀にスロットでのリーチが外れた後、キャラクター達が「DIRECT MODE」の文字を運び、突然ダイレクトモードに突入するケースもある。
このモード中に「D」が揃うと、ダイレクトモード専用のダイレクトポケットチャレンジとなる。
1ORBと2ORBは、フィールドに出ているオーブの数が少ない時に稀に当たる程度であり、基本的にはハズレ図柄である。
- RED、BLUE - ダイレクトモード終了。ボーナスとしてオーブが1つ払い出される。
- YELLOW、GREEN - ダイレクトモード継続（最高30回まで）。メダル25枚払い出し。
- PURPLE - ダイレクトモード継続（最高30回まで）。メダル100枚払い出し。スーパージャックポットチャンスの100枚当選と同じ。
- SJP CHANCE - スーパージャックポットチャンスに進む（ダイレクトモードは終了する）。

このモード中にフィールドのオーブを落とすと、落としたオーブが保留され、ダイレクトモード終了後にチャンスポケットチャレンジでの抽選が行われる。

## 777ポケットチャレンジ
スロットで「7」が揃うと「777ポケットチャレンジ」となり、「SJP CHANCE」にオーブが入るまで、オーブがダイレクトにチャンスポケットに投入され続ける（最高50回まで）。このモードだけでも最高3000枚と、大量メダルの払い出しの可能性があるモード。
- YELLOW、GREEN - メダル20枚払い出し。
- RED、BLUE - メダル30枚払い出し。
- PURPLE - メダル50枚払い出し。
- SJP CHANCE - スーパージャックポットチャンスに進む（SJP CHANCEに入ったことを検知した時点でオーブの払い出しは終了する）。

なお、50球のオーブが全てSJPCに入らなかった場合はチャレンジは終了となるが、特別ボーナス(MAXIMUM BONUS)として500枚を獲得し、最後にORB BONUSとしてオーブが1個払い出される。

## スーパージャックポットチャンス
オーブが筐体中央の大きなウィングの内部にある抽選台まで運ばれ、抽選が行われる。
ポケットは10個で、「100」が7つ（浅いポケット、確率7/10）、「300」が2つ（中くらいのポケット、確率2/10）「SUPER JACKPOT」が1つ（深いポケット、確率1/10）。
「100」「300」にオーブが入るとそれぞれその数字の枚数分のメダルが払い出される。前作までの「100」「200」「SJP」から変更された。なお、今作から「100」の払い出しは通常の払い出しと同じように払い出されるように変更された（300はこれまで通りウィングから払い出される他、店舗の設定により100でもウィングからの払い出しにすることができる）。
「SUPER JACKPOT」に入るとスーパージャックポットが発生、筐体中央に表示されている蓄積枚数が、ウィングの羽根の部分から払い出される。
スーパージャックポットチャンス開始前の時点で、スロットの保留ストックが6つ以上あると、スーパージャックポット獲得時の払い出し枚数がアップする(60~250枚)。プログレッシブは5000枚まで溜まるので、最高5250枚のメダルを獲得できる。
スーパージャックポット発生後は、蓄積された枚数は初期値に戻る（設定可能な初期値は500~2000枚）。但し、初期値の2倍以上にSJP枚数が蓄積されていた場合は代わりに、これまで蓄積された枚数の半分になる。
獲得枚数が2000枚以上の場合はステーション画面にスタッフロールが流れる。
今作では、前述のようにダイレクトモード搭載や777役の変更により、前作、前々作よりスーパージャックポットチャンスに進みやすくなったと言える。

## 備考
このゲームに登場する主人公の3人の人物の名前は、過去の作品も含めて公式ホームページ上でも明かされてはいなかったが、本作のリーチパターンの一つである「ロケットリーチ」にて正式な名前が明らかになった。
- 老人 - ハカセ
- 男の子 - ヒロシ
- 女の子 - キャサリン

（いずれも英字表記）

## シリーズ作品
- フォーチュンオーブ
- フォーチュンオーブ第2章 伝説の宝珠